# جزیره ایسابلا (گالاپاگوس)
جزیره ایسابلا (اسپانیایی: Isabela Island‎) بزرگترین جزیره از مجمع الجزایر گالاپاگس می‌باشد.

## نامگذاری
این جزیره به افتخار ملکه ایسابلا نامگذاری شد.

## خصوصیات جغرافیایی

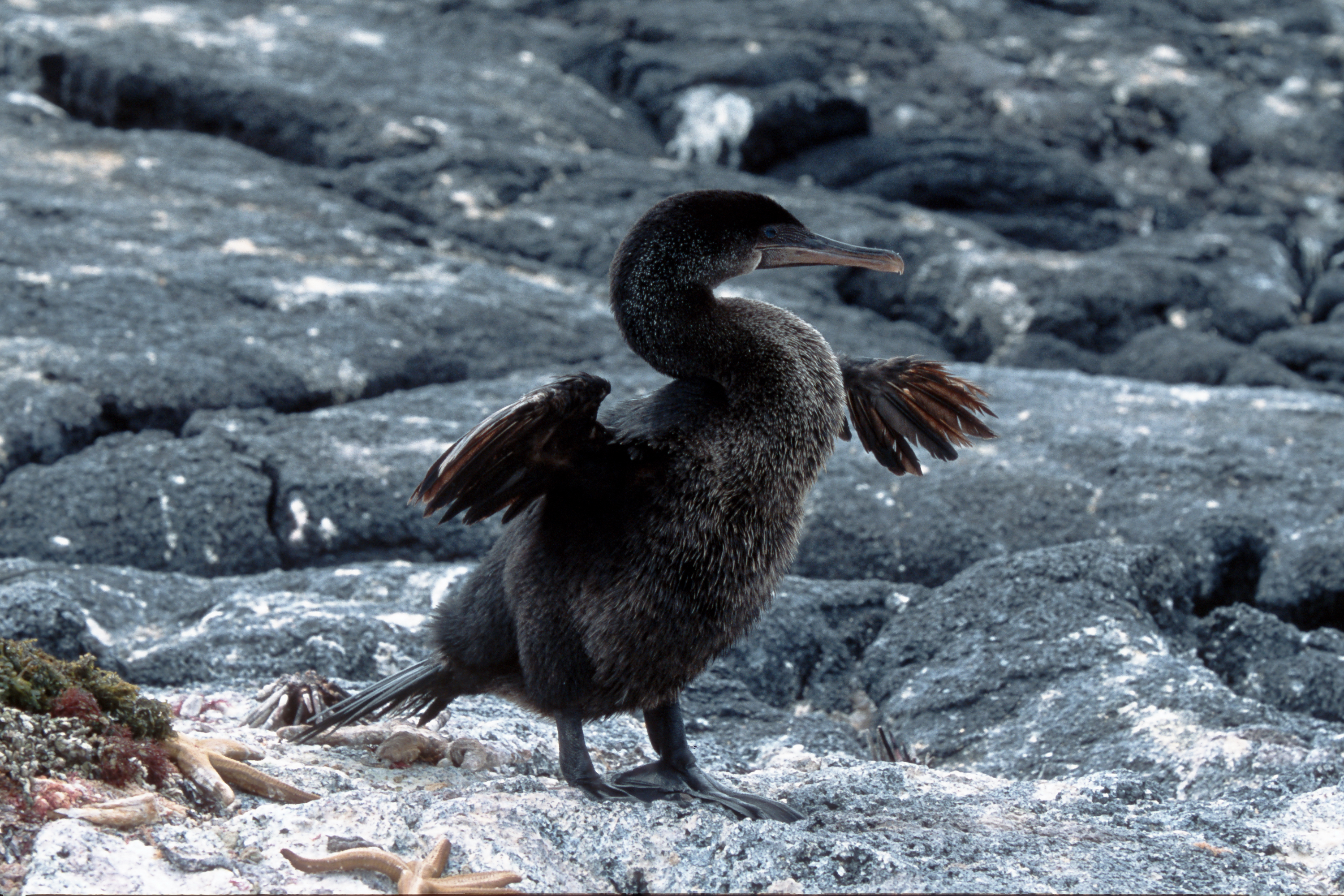
یک اردک در جزیره ایسابلا

جزیره ایسابلا ۲٬۲۰۰ نفر جمعیت و ۴٬۶۴۰ کیلومتر مربع مساحت دارد.
این جزیره ۱۰۰ کیلومتر درازا دارد
پوئرتو ویلامی و سانتو توماس، تنها مناطق مسکونی در جزیره ایسابلا می‌باشند که در سال ۱۸۹۳ تأسیس شدند جمعیت این جزیره در سال ۱۹۰۵ بالغ بر ۲۰۰ نفر بود

### آتشفشان وولف
مرتفع‌ترین نقطه این جزیره نیز قله آتشفشانی وولف با ارتفاع ۱٬۷۰۷ متر می‌باشد. این آتشفشان در قله شمالی جزیره ایسابلا، در ۱۱۵ کیلومتری پوئرتو ویلامی، قرار دارد. روز دوشنبه ۲۵ مه ۲۰۱۵ (۴ خرداد ۱۳۹۴) پس از ۳۳ سال برای اولین بار خاکستر و گدازه فوران کرد.

## حیات وحش
این جزیره تنها مکان زیست جمعیت ایگوناهای صورتی (نوعی مارمولک) در جهان است

## نگارخانه

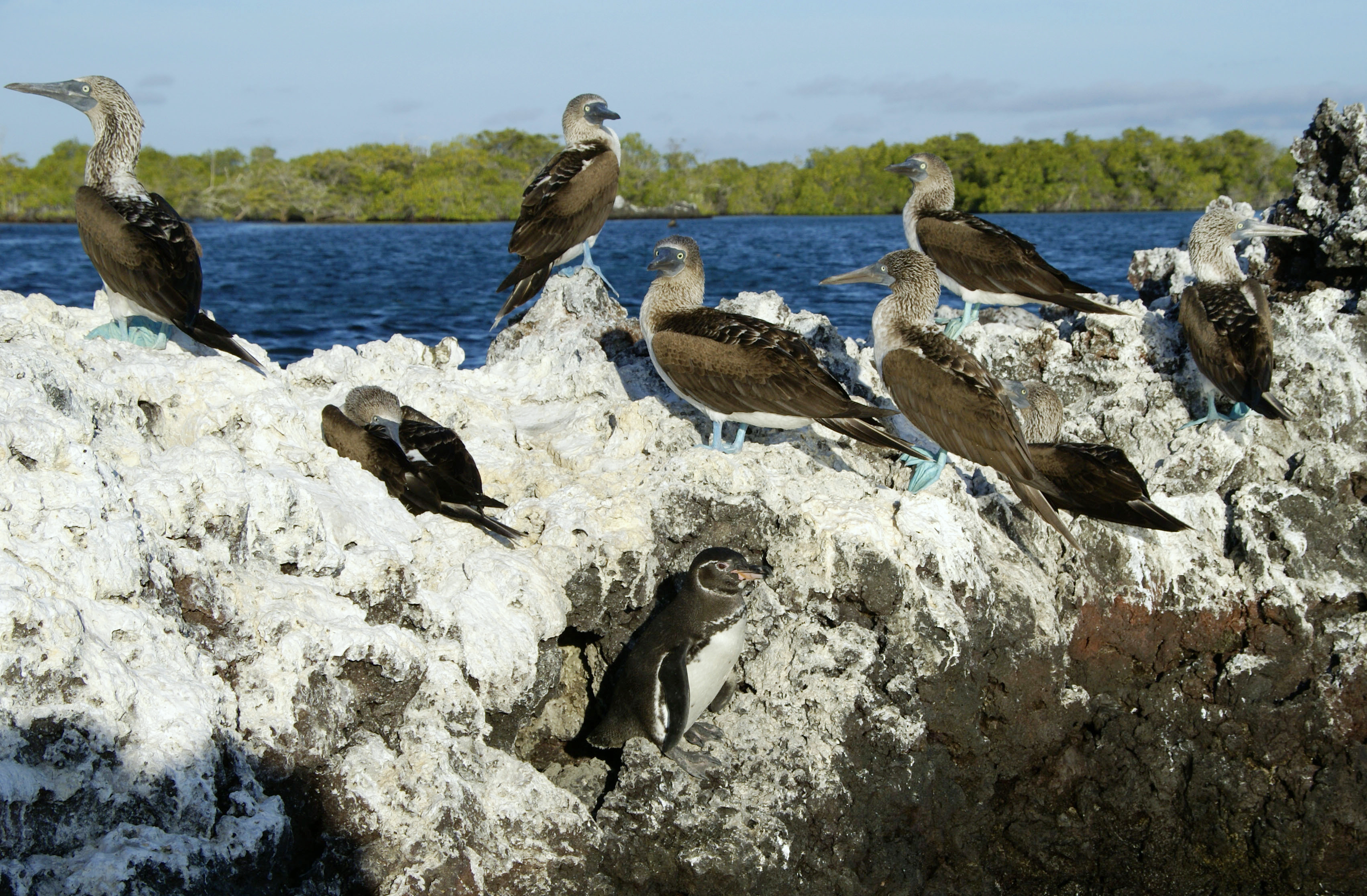
پرندگان در خلیج الیزابت جزیره ایسابلا